# Laura Ayres
Laura Guilhermina Martins Ayres (Loulé, 1 juni 1922 - Lissabon, 16 januari 1992) was een Portugees arts, specialist in volksgezondheid en viroloog.
Laura Ayres haalde haar artsexamen in 1946 aan de faculteit Geneeskunde van de  Universiteit van Lissabon. Ze legt zich toe op epidemiologisch onderzoek in de volksgezondheid naar griep en andere luchtweginfecties.
In 1955 richtte zij het virologie-laboratorium van het Portugese nationale gezondheidsinstituut (Instituto Nacional de Saúde Doutor Ricardo Jorge) op.
Laura Ayres speelde een belangrijke rol in het begin van de strijd tegen aids in Portugal als coördinator van de Aids-werkgroep (1985) en voorzitter van de Nationale Commissie ter bestrijding van Aids. 